# Lexkesveer
Het Lexkesveer is de veerverbinding tussen Wageningen en Randwijk over de Nederrijn. De veerverbinding bestond al in de Middeleeuwen. Gezien het feit dat aan de noordkant vanuit het veer een prehistorische route over de flank van de Veluwe verder naar het noorden loopt (via de Holleweg en de Diedenweg), valt op te maken dat bij het Lexkesveer mogelijk vroeger al een doorwaadbare plaats door de rivier bestond. Bij het Lexkesveer lagen aan de Wageningse kant vóór de Tweede Wereldoorlog ook een hotel en een zwembad. Tevens staat aan die zijde het oude veerhuis (1891) er nog.
In de rekenboeken van de stad Nijmegen wordt al in 1426 melding gemaakt van 'den veer tot lexkenshuys'. Het veer is gemeenschappelijk bezit geweest van Nijmegen en Wageningen. In een akte van 3 juni 1492 wordt melding gemaakt van een uiterwaard, gelegen bij "Leexken aen 't veerstat".
De naam Lexkesveer is nauw verwant aan Lakemond, een buurtschap aan de zuidkant van de Rijn tegenover Wageningen, dat van 1539 tot 1817 bij Wageningen hoorde. Lakemond (Lackemont, Leakmonde, Lackmonde) zelf moet zijn naam ontleend hebben aan een klein riviertje dat daar gestroomd moet hebben. Dit riviertje de Lake (Lakia, Leckia, Lek) dankt zijn ontstaan aan de vele 'lexkens' - wellen - die daar aanwezig waren. Het Lexkesveer was dus in oorsprong een veer in de nabijheid van deze lexkens.

## Rivierverruiming Lexkesveer
Tussen eind 2007 en eind 2009 werden langs de Nederrijn verschillende werkzaamheden voor rivierverruiming en natuurontwikkeling uitgevoerd. De maatregelen in de Renkumse Benedenwaard, de Bovenste Polder onder Wageningen, de Randwijkse Uiterwaarden en de Schoutenwaard zorgen voor meer waterberging bij hoogwater en voor meer veiligheid en rijkere natuur rondom het Lexkesveer. De maatregelen zorgen voor een betere beveiliging tegen overstromingen. Anderzijds zijn hierdoor cultuurhistorisch waardevolle structuren, zoals de twee veerdammen van het Lexkesveer aan de zuidzijde, verwijderd. Hiervoor zijn twee toeritten in de plaats gekomen.

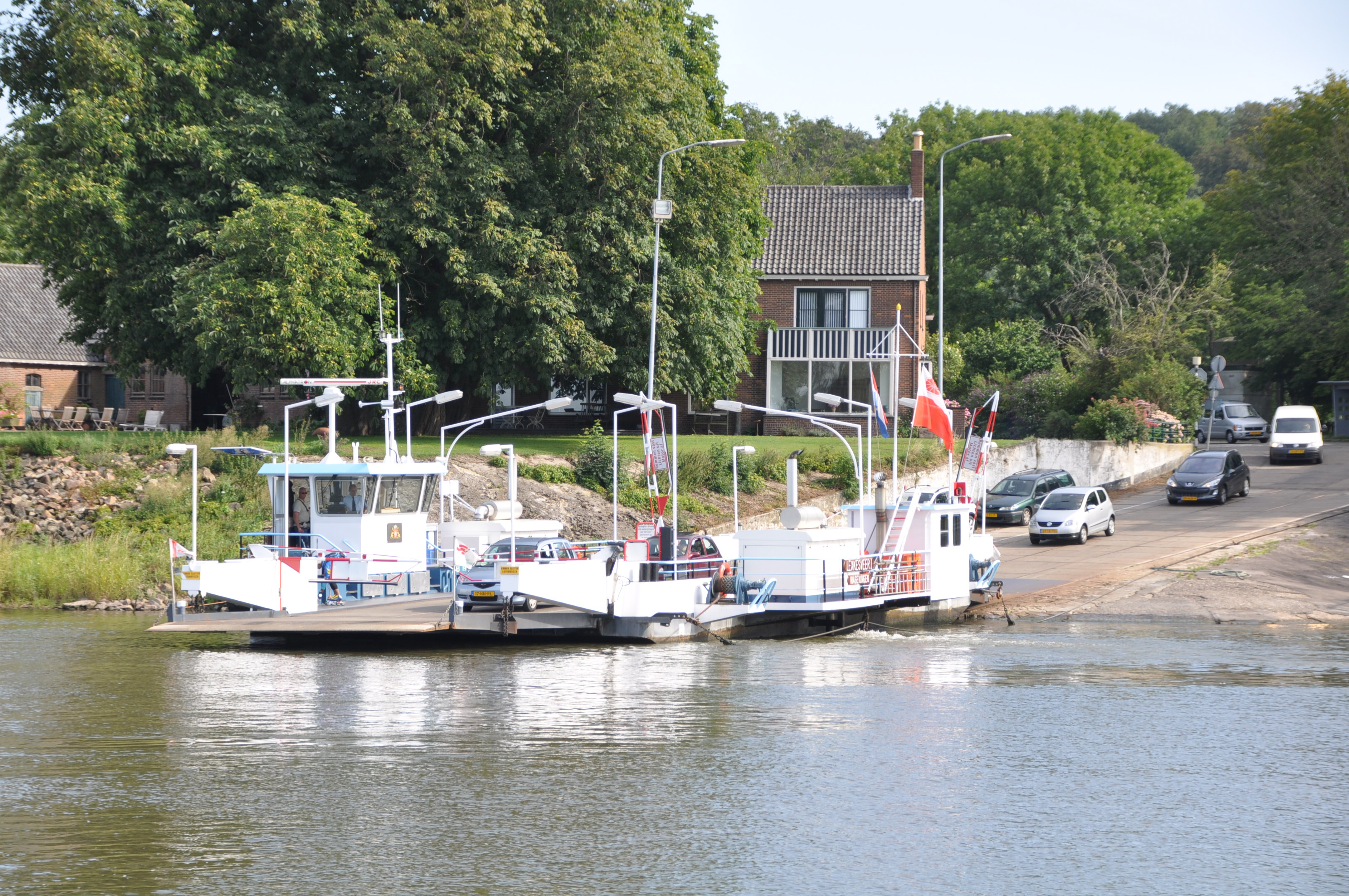
Wageningse zijde
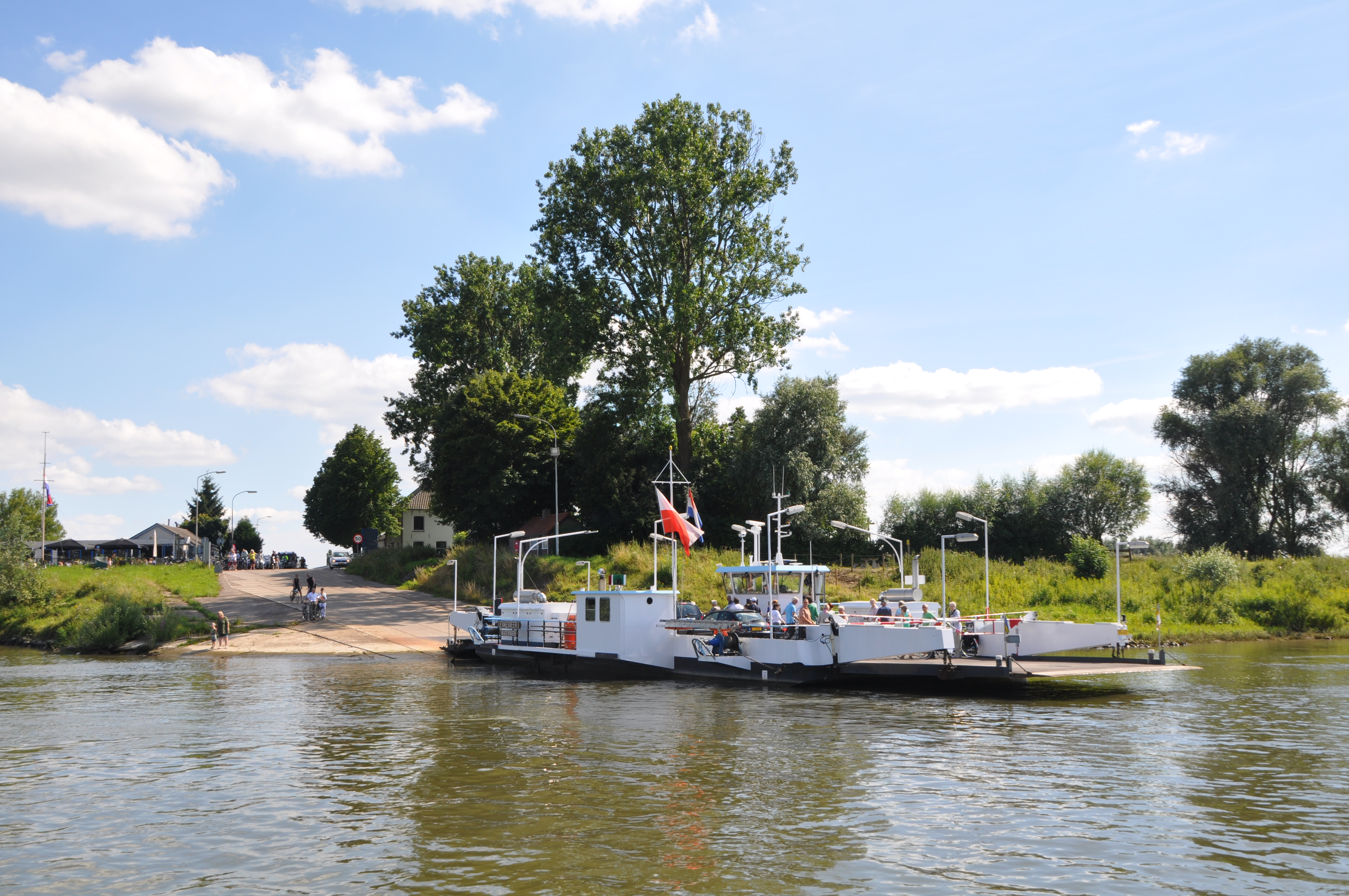
Randwijkse zijde
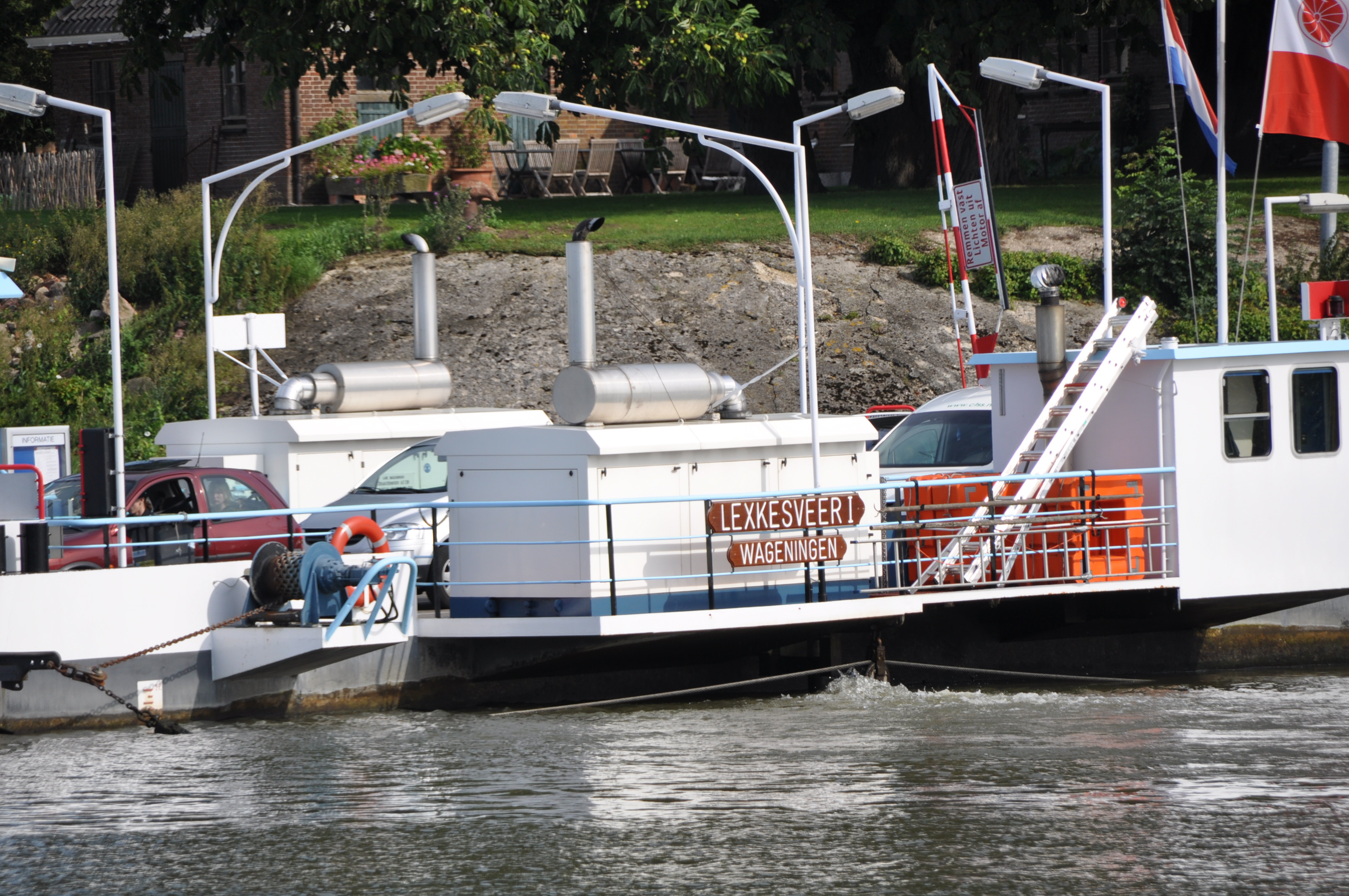
Lexkesveer I